# Dvirkivshchyna

Dvirkivshchyna (em ucraniano: Двірківщина) é uma pequena aldeia localizada no Oblast de Kiev, na Ucrânia. Com uma população estimada em 390 habitantes, é a terra natal do ex-jogador de futebol Andriy Shevchenko.